# كليفورد ميريك
كليفورد ميريك (بالإنجليزية: Clifford Merrick)‏ (3 يوليو 1915 في المملكة المتحدة - 1 مايو 2004) هو لاعب كرة قدم بريطاني في مركز نصف الجناح. لعب مع سويندون تاون ونادي بيرنلي.